# Flaggenzertifikat

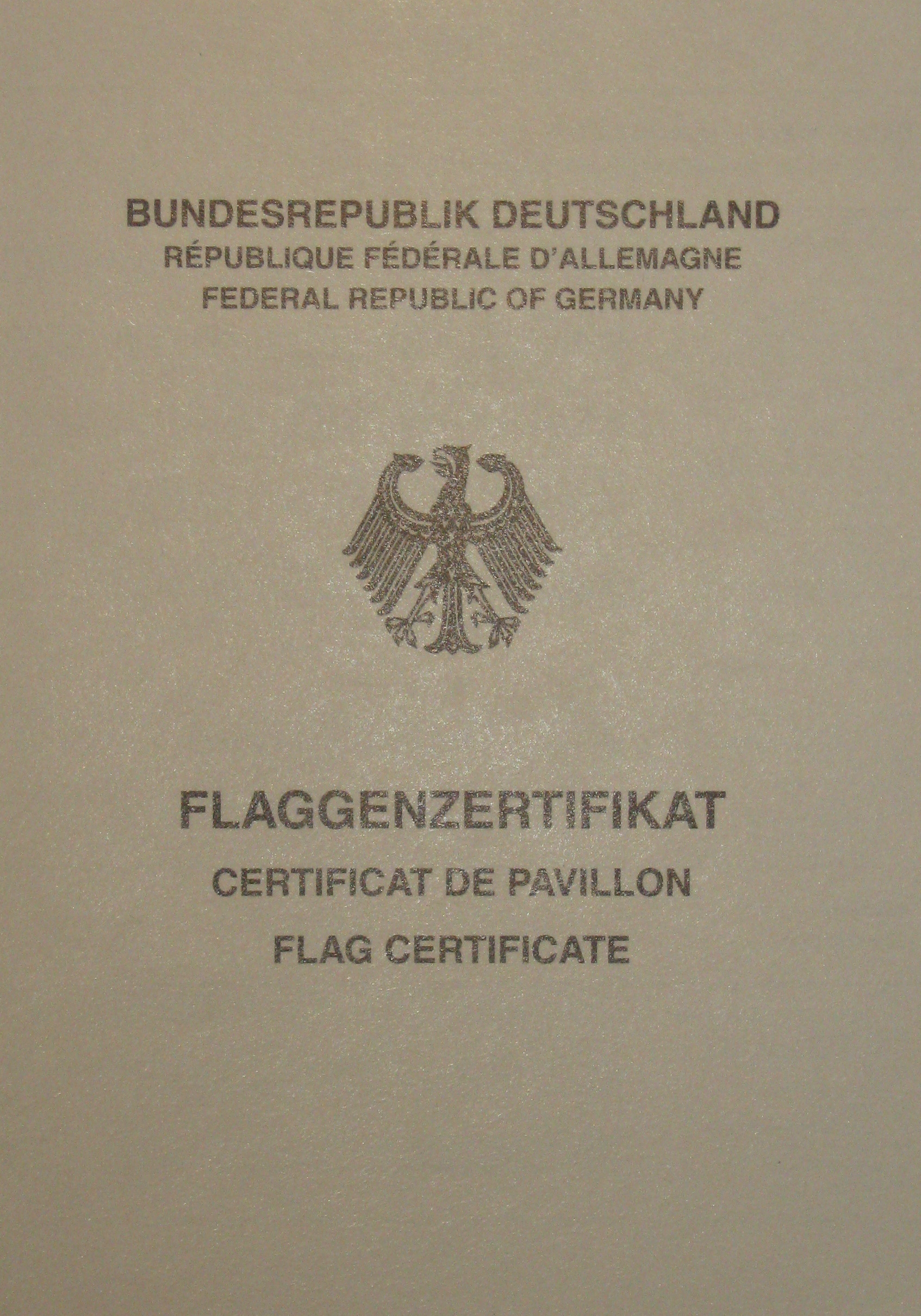
Das Flaggenzertifikat des BSH

Das Flaggenzertifikat wird für Seeschiffe bis 15 m Rumpflänge ausgestellt und berechtigt zur Führung der Bundesflagge. Das Dokument ist ein international anerkanntes Flaggendokument, jedoch kein Eigentumsnachweis nach deutschem Recht.
Das Flaggenzertifikat wird vom Bundesamt für Seeschifffahrt und Hydrographie (BSH) ausgestellt. Es ist acht Jahre gültig und kann verlängert werden. Für die Ausstellung des Zertifikates sind beim BSH Daten zum Schiffseigner, Daten zum Schiff so wie technische Daten zu Schiff und Motor anzugeben. Dabei muss die Eigentümerschaft durch Vorlage des Kaufvertrages nachgewiesen werden.
 Sportboote über 15 m Länge müssen dagegen ins Seeschiffsregister eingetragen werden, das bei einer Anzahl von Amtsgerichten geführt wird. 

Die Nummer des Flaggenzertifikates mit dem Zusatzbuchstaben F kann in der Bundesrepublik auch als amtliches Kennzeichen geführt werden. Das Kennzeichen muss dafür in zehn Zentimeter großen Buchstaben aus lateinischer Schrift und arabischen Zahlen dunkel auf hellem Untergrund oder hell auf dunklem Untergrund an beiden Seiten des Bugs oder am Heck des Sportboots aufgeklebt bzw. aufgemalt werden. Zusätzlich muss ein Schiffsname und der Heimathafen in gleicher Art und Weise am Wasserfahrzeug angebracht sein.
Ein denkbares Kennzeichen wäre 123456-F.

Auch in anderen Ländern gibt es vergleichbare Einrichtungen. In Großbritannien beispielsweise gibt es die staatliche Registrierung von kleineren Sportbooten, das SSR – Small Ships Register.

## Alternativen
Auf vielen ausländischen Wasserstraßen – bis auf die Ausnahme Frankreich s. o. – gilt der Internationale Bootsschein, den der Deutsche Motoryachtverband (DMYV), der Deutsche Segler-Verband (DSV) oder der ADAC erteilt. Ein Sportboot darf mehrere Kennzeichen gleichzeitig besitzen. Allerdings darf nur ein Kennzeichen am Boot geführt werden.